# Округ Луис (Вашингтон)
Округ Луис (енгл. Lewis County) је округ у америчкој савезној држави Вашингтон.

## Демографија
По попису из 2010. године број становника је 75.455, што је 6.855 (10,0%) становника више него 2000. године.
| Група             | 2000.          | 2010.          |
| Белци             | 62.174 (90,6%) | 64.881 (86,0%) |
| Афроамериканци    | 259 (0,4%)     | 405 (0,5%)     |
| Азијати           | 475 (0,7%)     | 664 (0,9%)     |
| Хиспаноамериканци | 3.684 (5,4%)   | 6.527 (8,7%)   |
| Укупно            | 68.600         | 75.455         |